# Бодрум
Бодрум (тур. Bodrum) је популарно турско летовалиште на обали Егејског мора и лука у провинцији Мугла. У античкој Грчкој је био познат као Халикарнас (антгрч. Αλικαρνασσός), а у средњем веку као Petronium. Налази се на полуострву Бодрум, у близини северозападног улаза у залив Гекова, насупрот грчког острва Кос. Данас је познати туристички и јахтинг центар. Некадашњи Халикарнас је био познат по маузолеју краља Маузола.
Град је врло популарно туристичко одредиште због своје живописне обале и живог ноћног живота. Сваке године Бодрум посети неколико стотина хиљада туриста. Град има 32.227 становника (2000). У граду постоји и фудбалски тим „Бодрумспор“ основан 1931.

## Историја
Рибарско село до раних седамдесетих 20. века, Бодрум је изграђен на рушевинама античког Халикарнаса. Данас је најважније турско летовалиште, које привлачи песнике, певаче, уметнике и туристе. Антички Грци су колонизовали његову луку у 11. веку п. н. е. а касније је град цветао под персијском влашћу. Био је главни град сатрапије Карије, која је уживала значајну аутономију.
Овде је рођен грчки историчар Херодот (484–420. п. н. е.) отац историје.
Својих девет књига „Историје“ Херодот је прочитао пред слушаоцима у Олимпији, који су према причи Лукијана, хеленског писца, рођеног око 120. године наше ере, дали делу симболично име „Музе“ иако је било познатије под именом „Историје“. Подела дела према музама, којих има девет, колико и Херодотових делова, односно књига Историје не потиче од самог Херодота, него је настала касније, највероватније пре последње четвртине четвртог века п. н. е. Међу историчарима преовлађује мишљење да је подела извршена у знак поштовања према ненадмашном генију и омиљеном приповедачу Херодоту.
Највећу славу Халикарнас је доживео под владавином Маузола, који је њиме владао у име Персијанаца од 377. до 353. п. н. е. Када је умро 353. п. н. е., његова жена, Артемизија II од Карије, ангажовала је старогрчке архитекте Сатира и Питиса и четири скулптора, Бријакса, Скопаса, Леохара и Тимотеја да изграде његову гробницу. Његова гробница је једно од Седам светских чуда античког света, и постала је толико позната да је од ње настала реч “маузолеј”, која означава сваку монументалну гробницу. Изграђена је у облику храма декорисаног рељефима и скулптурама на масивној основи; данас су од њега остале само темељи и неколико скулптура.
После кратке владавине Витезова светог Јована, који су подигли тврђаву светог Петра 1404, град је почео да пропада. Тврђава и град су постали познати као Петронијум, од чега је и порекло модерног имена. Сулејман Величанствени је освојио Петронијум 1522. године.
Данас је заштићена марина стециште луксузних јахти и локалних галета који превозе туристе.

## Демографија
| 1990.  | 2000.  |
| ------ | ------ |
| 20.931 | 32.227 |

## Партнерски градови
- Хасково